# Алексеевская (Кирилловский район)
Алексе́евская — деревня в Кирилловском районе Вологодской области.
Входит в состав Липовского сельского поселения, с точки зрения административно-территориального деления — в Липовский сельсовет.
Расстояние до районного центра Кириллова по автодороге — 23 км, до центра муниципального образования Вогнемы по прямой — 1,7 км. Ближайшие населённые пункты — Новодевичье, Амосово, Вогнема.
По переписи 2002 года население — 20 человек (10 мужчин, 10 женщин). Всё население — русские.